# Simon Renard de Saint-André

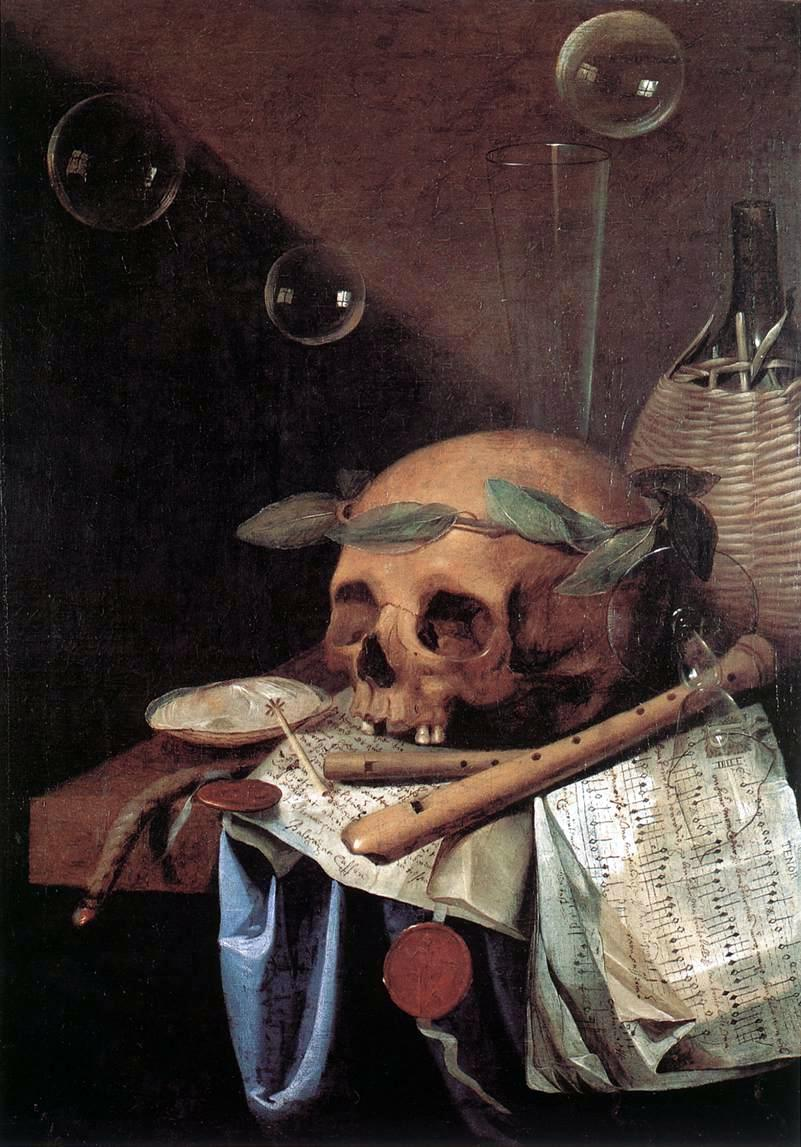
Vanitas (c. 1650), Museo de Bellas Artes de Lyon

Simon Renard de Saint-André (París, 1613-ibidem, 13 de septiembre de 1677) fue un pintor y grabador francés. 

## Biografía
Fue un insigne retratista muy apreciado en su tiempo. También realizó varias vanitas, como las del Museo Garinet de Châlons-en-Champagne, el Museo de Bellas Artes de Marsella y el Museo de Bellas Artes de Estrasburgo. Destaca Vanitas (c. 1650, Museo de Bellas Artes de Lyon), donde una calavera coronada de laurel evoca la fama póstuma de un poeta, quizá Balthazar Cozon, cuyos versos manuscritos aparecen bajo el cráneo. Otros elementos de la imagen son medallas, partituras, flautas, una concha vacía, un vaso roto, una botella de vino y pompas de jabón.
En 1663 ingresó en la Real Academia de Pintura y Escultura.